# Smersh (phim truyền hình 2019)
Smersh (tiếng Nga: Смерш) là một bộ phim truyền hình nhiều tập thuộc thể loại hành động trong bối cảnh cuộc Chiến tranh Vệ quốc vĩ đại, do hãng phim truyền hình StarMedia (Nga) sản xuất. Phim kể về cuộc đấu trí giữa 2 cơ quan tình báo và phản gián Smersh (Liên Xô) và Abwehr (Đức Quốc xã), thông qua các nhân vật Đại úy an ninh Georgy Volkov (Smersh) và Thiếu tá tình báo Konrad Von Byutzov (Abwehr).
Nội dung phim dựa trên các tác phẩm của nhà văn Vasily Vedeneev. Các mùa phim được sản xuất trong năm 2019.

## Tóm tắt nội dung

### Mùa 1 (4 tập)
Loạt phim mang tựa đề "Hỏa tuyến" (tiếng Nga: Дорога огня, tiếng Anh: The Road of fire), gồm 4 tập.
Ngày 21 tháng 6 năm 1941, nhân viên chuyển phát nhanh ngoại giao Liên Xô, Georgy Volkov (Alexey Makarov đóng), cùng người trợ lý của mình nhận lệnh vận chuyển một gói hàng hóa có giá trị từ Berlin đến Liên Xô - số ngọc lục bảo trị giá 37 triệu Reichsmark. Tuy nhiên, trong thực tế đấy chỉ là bình phong. Nhiệm vụ thực sự của Volkov là đưa một gói tài liệu bí mật là danh sách các điệp viên cấp cao về trung tâm, một nhiệm vụ có tầm ảnh hưởng quyết định thành bại nếu cuộc chiến nổ ra.
Ngay trước biên giới, một toán biệt kích của Đức dưới sự chỉ huy của một sĩ quan tình báo quân sự giàu kinh nghiệm của Đức là Thiếu tá Konrad Von Byutzov (Oleg Fomin đóng) đang tổ chức một cuộc tấn công vào chuyển phát nhanh ngoại giao, tin rằng Volkov và gói hàng của anh sẽ trở thành con mồi dễ dàng. Nhưng hắn ta đã nhầm. Volkov trốn thoát.
Volkov chỉ cách biên giới của Liên Xô vài km, nhưng chiến tranh bùng nổ liên tục đẩy nó ngày càng xa hơn...

### Mùa 2 (4 tập)
Loạt phim mang tựa đề "Tử ngục" (tiếng Nga: Камера смертников, tiếng Anh: The death row), gồm 4 tập.
Một điệp viên Liên Xô dưới vỏ bọc phiên dịch viên trong bộ chỉ huy quân Đức đóng tại thị trấn Nemezh phát hiện được một thông tin động trời: một trong những tướng lĩnh cấp cao của Liên Xô là một kẻ phản bội. Để kiểm tra thông tin này, một sĩ quan tình báo được đào tạo bài bản Georgy Volkov cùng một sĩ quan an ninh NKVD, Pavel Semyonov (Vladislav Kotlyarsky đóng), được thả dù vào hậu phương quân Đức.
Trụ sở của lực lượng phản gián Đức được đặt tại Nemezh, nơi kẻ thù truyền kiếp của Volkov là Thiếu tá Konrad Von Byutzov đang giữ chức vụ chỉ huy. Trong khi đó, Volkov sẽ phải thực hiện một nhiệm vụ đầy rủi ro là đột nhập vào tòa lâu đài được canh phòng cẩn mật tìm ra sự thật. Và số phận của cả mặt trận sẽ phụ thuộc vào việc anh có thành công hay không...

### Mùa 3 (4 tập)
Loạt phim mang tựa đề "Lệnh chết chưa được ban" (tiếng Nga: Умирать приказа не было, tiếng Anh: No order to die was given), gồm 4 tập.
Năm 1942. Thị trấn Gorky xuất hiện một nhóm phá hoại rất tinh vi và rất khó phát hiện. Mục tiêu của chúng là thu thập những thông tin có giá trị về bí mật sản xuất quốc phòng Liên Xô. Đại úy an ninh George Volkov được giao nhiệm vụ tìm mọi cách để bóc gỡ nhóm điệp viên này. Tuy nhiên, nhiệm vụ của anh không hề dễ dàng, bởi chỉ huy của nhóm điệp viên không ai khác hơn chính là điệp viên Đức giàu kinh nghiệm Konrad von Buttsov...